# Орхомен (митологија)
Орхомен је у грчкој митологији било име више личности.

## Етимологија
Име Орхомен има значење „снага борбеног реда“.

## Митологија
- Према Аполодору, био је Еларин отац, коју је волео Зевс.[2]
- Аполодор је помињао још једног Орхомена, који је био Ликаонов син. О њему је писао и Паусанија.[2] Он је био и оснивач истоименог града, Орхомена, као и Метидријума у Аркадији.[3]
- Према Антонину Либералу, Орхомен је био отац Миније.[2] Био је син Зевса или Етеокла и Хесионе, а Минију је имао са Хермипом.[3] Он је био и епонимни херој града Орхомена у Беотији.[4]
- Син краља Миније, који је владао народом названом по њему и који је умро без потомства.[2] Мајка му је била Фаносура, Пеонова кћерка. Ово је можда иста личност као и претходна.[3]
- Један од Тијестових синова и једне најаде, кога је стриц Атреј убио заједно са његовом браћом, Аглајем и Калилејем, те их спремио њиховом оцу за обед.[2][4]
- Према Хигину, син Атаманта и Темисто, кога је ненамерно убила рођена мајка.[2]